# ألبرت بي. وايت
ألبرت بي. وايت (بالإنجليزية: Albert B. White) هو صحفي ومُحرِّر وسياسي أمريكي، ولد في 22 سبتمبر 1856 في كليفلاند في الولايات المتحدة، وتوفي في 3 يوليو 1941 في باركرسبورغ في الولايات المتحدة. حزبياً، نشط في الحزب الجمهوري. وقد انتخب عضو مجلس ولاية فيرجينيا الغربية وانتخب حاكم فرجينيا الغربية ‏ (4 مارس 1901 – 4 مارس 1905).